# Unisonic (Band)
Unisonic ist eine 2009 gegründete deutsche Metal-Band, die sich aus Mitgliedern und Ehemaligen verschiedener anderer bekannter Gruppen, nämlich Helloween (Michael Kiske, Kai Hansen), Pink Cream 69 (Dennis Ward, Kosta Zafiriou) und Gotthard (Mandy Meyer) zusammensetzt.

## Geschichte
Das Projekt begann zunächst durch den Zusammenschluss von Kiske, Zafiriou, Ward und Meyer, die gemeinsam Songideen entwickelten und nach Aussage Kiskes „teilweise zu selbstkritisch“ waren. Das Projekt kam dadurch nur schleppend voran. Kiske war während dieser Zeit weiter als Solokünstler aktiv und beteiligte sich auch an Tobias Sammets Projekt Avantasia, wo er auf der Tournee 2011 wieder mit Kai Hansen auftrat; ihn kannte er schon seit der gemeinsamen Zeit bei Helloween. Die beiden Musiker erkannten, dass sie „nach wie vor auf der selben Wellenlänge funkten“, so Kiske. So stieß Hansen schließlich zu Unisonic.
Nach dem Einstieg Hansens ging die Arbeit an Songs für das Album wieder voran. Die Gruppe trat unter anderem beim Loud Park Festival in der Saitama Super Arena in Saitama (Japan) auf. Neben eigenem Material spielte sie dort auch Songs von Helloween und Pink Cream 69. Der dort aufgezeichnete Helloween-Titel I Want Out wurde Teil der im Januar 2012 veröffentlichten EP Ignition.
Am 6. März 2012 gab Kosta Zafiriou bekannt, dass er seinen Job als Schlagzeuger bei der von ihm mitbegründeten Band Pink Cream 69 zu Gunsten von Unisonic aufgeben werde. Das erste Studioalbum mit dem Titel Unisonic ist am 30. März 2012 veröffentlicht worden.
Im September 2016 teilt Zafiriou mit, dass er Unisonic verlassen habe und seine Karriere als Schlagzeuger aufgibt. Als Grund gab er an, dass er sich neben seinem Job bei Bottom Row, einer Manager-Agentur, nicht mehr in der Lage sah, den Anforderungen als Schlagzeuger gerecht werden zu können. Er wünschte sich deshalb die Veränderung.
Michael Ehre wird für eine Show in Bulgarien aushelfen. Dann wird die Band eine längere Pause einlegen, in der auch über die Zukunft der Band entschieden werden soll.

## Diskografie
- 2012: Ignition (EP)
- 2012: Unisonic
- 2014: For The Kingdom (EP)
- 2014: Light of Dawn
- 2017: Live In Wacken